# Pommérieux
Pommérieux (Duits: Pommeringen) is een gemeente in het Franse departement Moselle (regio Grand Est) en telt 520 inwoners (1999). De plaats maakt deel uit van het arrondissement Metz.

## Geografie
De oppervlakte van Pommérieux bedraagt 4,3 km², de bevolkingsdichtheid is 120,9 inwoners per km².
De onderstaande kaart toont de ligging van Pommérieux met de belangrijkste infrastructuur en aangrenzende gemeenten.

## Demografie
Onderstaande figuur toont het verloop van het inwonertal (bron: INSEE-tellingen).